# Emigrazione irlandese

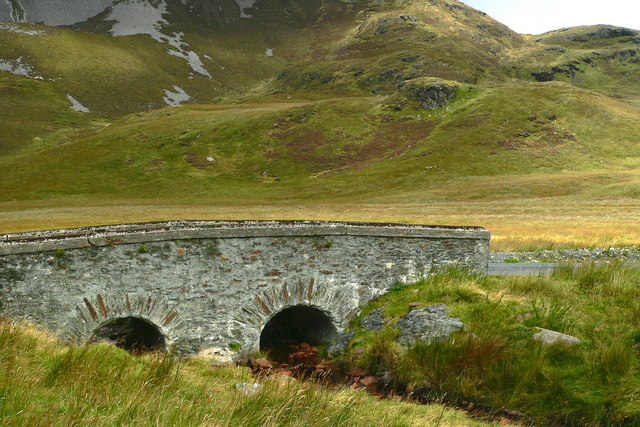
Il Ponte delle lacrime (in gaelico: Droichead na nDeor), dove amici e parenti salutavano gli emigranti, che continuavano la propria strada fino al porto di Derry

L'Irlanda è da sempre stata soggetta a forti emigrazioni, tant'è che oggi si stima che vivano dieci volte più persone di origini irlandesi negli USA che in Irlanda. Il fenomeno dell'emigrazione irlandese è noto anche come diaspora irlandese o, nella lingua inglese, Irish diaspora.
Nel XVIII secolo circa 9-10 milioni di irlandesi hanno lasciato l'Irlanda. Di questi i più poveri andarono in Gran Bretagna, specialmente nella zona di Liverpool, mentre coloro che potevano permetterselo, circa 5 milioni, si trasferirono negli Stati Uniti d'America. A partire dal XIX secolo, in seguito alla Grande carestia delle patate l'emigrazione divenne massiccia: nel 1890 il 40% di tutti gli irlandesi vivevano all'estero.
Al giorno d'oggi ci sono circa 80 000 000 di persone al mondo che affermano di avere ascendenze Irlandesi, e di questi solo 4 700 000 vivono nella Repubblica d'Irlanda.

## Stati Uniti d'America
Nel 1800 il fenomeno dell'emigrazione dall'Irlanda agli Stati Uniti d'America, fu causato dall'eccessivo costo della vita in Irlanda, dalla grande carestia che colpiva il paese e, in parte, dalle persecuzioni religiose.
Il fenomeno fu massiccio: infatti, in dieci anni dall'inizio di questo fenomeno, la popolazione degli Stati Uniti raddoppiò. Una volta arrivati nei porti della East Coast dell'America, la maggior parte degli emigrati parlava difficilmente l'inglese, perciò per guadagnarsi il denaro per vivere, dovevano svolgere lavori pesanti, come la costruzione delle ferrovie; chi non trovava lavoro, spesso, entrava a far parte di bande di strada, dedite al vandalismo ed atti simili. Quasi tutti vivevano nel ghetto irlandese della città, dove vi era scarsa speranza di vita: essa non superava i 40 anni.